# Beočić
Beočić (cyr. Беочић) – wieś w Serbii, w okręgu pomorawskim, w gminie Rekovac. W 2011 roku liczyła 364 mieszkańców.